# 妣田圭子
妣田 圭子（ひだ けいこ、1912年〈大正元年〉8月1日 - 2011年〈平成23年〉4月24日）は、日本の芸術家。日本画「草絵」の創始者。本名は梶本 喜久代。

## 略歴
1912年（大正元年）大阪府生まれ。1930年（昭和5年）大阪府立清水谷高等女学校（現・大阪府立清水谷高等学校）卒業、大阪毎日新聞（現・毎日新聞大阪本社）学芸部の嘱託になる。1949年随心院（真言宗善通寺派大本山）で得度。和紙を切り台紙に貼って作り上げる日本画『草絵』を創始した。
以後、NHK学園も含め各地で教室を持ち、世界でも草絵を教え個展を開催。1978年（昭和53年）アトリエを山梨県北東部の山間地の牧丘町（現・山梨市）に構え、1982年（昭和57年）から定住。1986年同町の豊原地区に私財を投じて芸術村を建設。この活動を県や町も積極的に支援され、1987年「財団法人妣田豊原塾」も設立した（2003年NPO法人に）。
生活の場を移した芸術活動の例は稀であり、「豊かな自然をいかし、芸術と住民の交流をはかる芸術村づくりを推進」した点を評価され、1990年（平成2年）サントリー地域文化賞をサントリー文化財団から受賞。2004年には「文化庁長官表彰」を河合隼雄長官（心理学者で京都大学名誉教授）から受賞している。
1998年5月上野の森美術館で『妣田草絵塾展』を開催。2009年1月には東武鉄道など経営の根津財閥初代根津嘉一郎の実家を改装した根津記念館の開館記念新春特別企画展として『第1回 妣田圭子展』が開かれた。また、常設展も山梨市牧丘総合会館（市役所牧丘庁舎）にある。

## 人物

### 「草絵」について
若い頃から和紙好きで、様々なものに使った残りの和紙の切れ端を、小箱に貯めていた。その小箱が何かの拍子で手にひっかかり、小箱と中の和紙が畳の上に散らばり「そのときの得も言われぬ美しさ。それが心に深く刻みこまれた」。そして別の日、空の雲が象や竜のような姿に見えたことを機に、和紙の切れ端を自分の意の向くままの形に置いてみた。これが、草絵の始まりだった。
半年後、屏風を作った際に和紙の散らばった件を思い出し、和紙を屏風に散りばめた。ただ、「少し『いのち』が薄い」と感じて、墨筆で“いろは”の字を書き添えた。こうして草絵が誕生した。
草絵は草木染めの、糊で貼り付けた際に捲れにくい手漉きの和紙を使う。台紙に下絵を描かず、切った和紙を自在に貼り付ける。ぶっつけ本番で「台紙にはさみで切った小さな紙をぽんと一枚置くことで、次なるイメージにつなげていく」。
なお、下絵を描かず、ぶっつけ本番で制作する理由について「（下書きに合わせて和紙を貼るなら）“張り紙細工”または“切り抜き細工”であり、それ自身を絵とは言えない」といい、一方で「草絵を張り絵というなら、日本画や油絵は“ヌリ絵”ということになります」。
心がける点については、「鯉の滝登り」を例に出し、鯉の撥ねていない構図の絵が世間に多いと嘆いた上で、「私の絵はパッと撥ねてなけりゃいけないの。生き物はすべて生命感がみなぎっていることが大切」と、純真さ、純粋さを追求する。その理由は「今の世の中はそつなく、水準をちょっとでも超えてやれる人が褒められる」ためといい、「でも草絵は少々はみ出していても、足りなくても、個性や自分というものの命があふれているようなものであってほしい」から。
妣田自身は、草絵とは「きびしい人間修業の中での『紙の世界の遊び』」であり、「はき出した"ためいき"のような作品」も生まれるが、それらは「生活の詩であり、音楽であると同時に、良きも、悪きも、それぞれにそのまま私自身」と語っている。

### 生き方
得度した尼僧であり宗教に、特にインド哲学について学者並みの知識を持ち、古代インドのサンスクリットの2大叙事詩マハーバーラタの『ナラ王物語』の翻訳書も手掛けた。妣田を師と呼ぶ作曲家渡辺俊幸によると、妣田は真言密教の虚空蔵求聞持法という修行で驚異的な記憶力と超人的な速さの習得力を身に付け、600巻の大般若経も見ずに写経するという。
そんな妣田だが、生活すべて自然体で、草絵の創作も意の向くまま深夜でも着手。「作品を一生懸命作りだしたら、食べるのも忘れるじゃない」と言って食事時間も拘らず、野菜中心で咀嚼に留意する程度。「規則正しく寝るなんて言っているようじゃ、人間の生活じゃないの」と述べ、「食べたいときに食べ、眠くなったら寝、少しでも時間があったら勉強をして生き生きと生きること」が健康法。
草絵だけでなく、常磐津節や邦楽にも造詣が深く、舞踊家として大阪産経会館（現サンケイホールBREEZÉ）で創作舞踊リサイタルを開いたり宮内庁で舞楽を舞ったりした。外国にも多くのファンを持ち、カーネギーホールで舞踊リサイタルを開くなど国際的に活動。マーサ・グラハムに気に入られたという。

### 交友
各界から幅広い交友関係があり、萩焼の人間国宝三輪休雪は茶碗を贈った（が妣田は自宅に無造作に置いている程度）。人形浄瑠璃文楽の人間国宝吉田玉男も大ファンのため、妣田は長年国立劇場の文楽紹介プログラムの表紙デザインを担当したり、非常勤参与を務めたりしている。世界的に活躍の画家で彫刻家の武藤順九の名付け親でもある。
なお、小学校用国語教科書の表紙でおなじみの童画画家の初山滋と交際したこともあったが結婚しなかった。

## 著書
- 『続ある街で』（妣田圭子後援会、1956年）
- 『随筆集　草の歌』（妣田圭子後援会釧路市部、1956年） - 佐佐木信綱が序文
- 『草絵の旅』（新樹社、1962年） - 佐佐木信綱が序文
- 『草絵画集』（妣田圭子後援会出版部、1963年）
- 『妣田圭子 草絵画集』（柏書房、1974年）
- 『九十九句　俳句と草絵』（柏書房、1975年）
- 『ひとりごつインカ』（柏書房、1976年）
- 『草絵 （伝統美術手工芸シリーズ）』（マコー社、1977年）
- 『女絵 妣田圭子作品集』（柏書房、1977年）
- 『草絵宗教画によるいのち生きるわたしたち』（山雅房、1978年）
- 『宗教画集　妣田圭子草絵』（妣田館、1978年）
- 『見えないものをみる目』（希望社、1983年）
- 『草絵を創る　妣田圭子のすべて』（ジャパンアート社、1984年）
- 『草絵　妣田圭子創作集』
- 『草絵　妣田圭子創作集　第2巻』（京都書院、1990年）
- 『創り出すこころ』（日本教文社、1991年）
- 『草絵　妣田圭子創作集　第3巻』（京都書院、1991年）
- 『心経百話』（東方出版、1993年） - インド哲学者の中村元が序文
  - 『心経百話 = The 100 Stories of SHINGYO』（新装版。東方出版、2014年）
- 『草絵　妣田圭子作品集』（柏書房、1994年）
- 『舍利殿によせて : リグ・ヴェダー : 童形の神々』（高野山普賢院、1999年）

### 共訳
- 『ナラ王物語―マハーバーラタより』（サンスクリット・サロン、1983年）

### 挿絵
- 『赤はストップよ』（大内行雄文友堂、1988年）
- 『詩曼荼羅』（藤森成吉詩、柏書房、1976年）
- 『はなごろも＜俳句と草絵＞』（多田裕計句、柏書房、1976年）

### 装丁
- 『妬心』（瀬戸内晴美（寂聴）著、新潮社、1964年）
- 『あざやかな女』（円地文子著、新潮社、1965年）
- 『小えびの群れ』（庄野潤三著、新潮社、1970年）
- 『芙蓉の人』（新田次郎著、文芸春秋、1971年）